# Histoctopus
Genre
Histoctopus est un genre de pieuvres de la famille des Octopodidae.

## Systématique
Le genre Histoctopus a été créé en 2009 par Mark D. Norman (d), Renata Boucher-Rodoni (d) et Frederick George Hochberg (d) avec comme espèce type Histoctopus zipkasae. 

## Description
Les Histoctopus sont des poulpes de taille moyenne à petite, de couleur orange-brun. Chaque tentacule a deux rangées de ventouses. Rien n'est connu sur le cycle de vie de ces deux espèces. On les trouve à des profondeurs allant de 200 à 750 m.
Ce genre est très similaire aux genres Scaeurgus et Galeoctopus, du point de vue de la morphologie. Cependant, l'éventuel lien phylogénétique entre Histoctopus d'autres genres est inconnu. Les excroissance en forme de toile sur les tentacules, qui constituent les traits distinctifs du genre et lui ont donné son nom, se retrouvent chez trois autres genres de poulpes (Velodona, Graneledone et Pteroctopus), qui sont toutefois faciles à distinguer par d'autres caractéristiques. Les quatre espèces vivent dans la zone benthique des eaux profondes, typiquement au-delà de 200 m (voire significativement plus bas dans le cas de Graneledone), c'est pour cela que Norman et al. conjecturent que la présence des excroissances est le résultat d'une convergence évolutive. Leur fonction biologique est inconnue, il est possible qu'elle puisse servir d'aide pour envelopper les proies ou pour nager.

## Liste d'espèces
Selon World Register of Marine Species (27 août 2021) :
- Histoctopus discus Norman, Boucher-Rodoni & Hochberg, 2009 - océan Indien
- Histoctopus zipkasae Norman, Boucher-Rodoni & Hochberg, 2009 -  - sud-ouest du Pacifique - espèce type

## Étymologie
Le nom du genre Histoctopus dérive du grec histos, signifiant toile ou tissu, complété d’octopus, et fait référence à la membrane sur l'extérieur des tentacules.
L'espèce type a été nommée zipkasae en l'honneur de Karen Zipkas, l'épouse de l'un des chercheurs, tandis que l'espèce Histoctopus discus doit son épithète spécifique au latin discus, qui signifie assiette, en référence à ses larges ventouses.

## Publication originale
- (en) Mark D. Norman, Renata Boucher-Rodoni et F. G. Hochberg, « A new genus and two new species of mesobenthic octopuses from Australia and New Caledonia », Journal of Molluscan Studies, OUP et Malacological Society of London, vol. 75, no 4,‎ 19 octobre 2009, p. 323-336 (ISSN 0260-1230 et 1464-3766, DOI 10.1093/MOLLUS/EYP027).